# Coironalia cruciferaria
Coironalia cruciferaria là một loài bướm đêm trong họ Geometridae.